# Scaphiella barroana
Espèce
Scaphiella barroana est une espèce d'araignées aranéomorphes de la famille des Oonopidae.

## Distribution
Cette espèce se rencontre au Panama et en Colombie dans les départements de Cundinamarca et de Meta,.

## Description
Le mâle décrit par Platnick et Dupérré en 2010 mesure 1,30 mm et la femelle paratype 1,17 mm.

## Étymologie
Cette espèce est nommée en référence au lieu de sa découverte, l'île Barro Colorado.

## Publication originale
- Gertsch, 1941 : Report on some arachnids from Barro Colorado Island, Canal Zone. American Museum Novitates, no 1146, p. 1-14 (texte intégral).